# 劉廷芳 (1900年)
劉廷芳（1900年—2000年），湖南衡阳人，中华民国政治人物。

## 生平
劉廷芳于1926年自美国哥倫比亞大學畢業，1929年来到长沙，任职于湖南省建设委员会，並创办了湖南省銀行、湖南模范劝工场、湖南国货陈列馆。當時湖南籍留學生不多，還湘服務者尤少。劉氏的新式企業又辦得成績斐然，因此在一群舊式軍政人員圍繞之下的何鍵麾下，很快就脫穎而出。
1931年蔣介石因公造訪長沙，無意間與劉廷芳相識。劉氏在湖南所辦企業金融，也頗為蔣氏所稱許。據劉氏称，“他曾向蔣介石條陳，將西南各省（尤其是湖南）所特有的「銻鎢錫」三種珍貴礦藏，收歸國家統一開採，以免地方軍人或土劣據以自肥，此一建議尤為蔣所激賞，為進一步了解情況，蔣介石竟偕夫人親臨劉氏為其所設的私宴。”
五年之後，兩廣事變發生之時，劉廷芳既是何氏心腹，亦頗見重於蔣；而劉又年輕，無籍籍知名，秘密代表身分不易外洩，使他成為代表湖南向中央秘密表態的人選，當劉氏啣何鍵之命，乘私租水上飛機專程自漢口飛南京謁蔣時，蔣介石竟派時任行政院秘書長（蔣介石自任行政院院長），最信任之心腹要員翁文灝密迎於江干；直馳至「地質調查所」秘議後，旋即謁蔣，從此改寫了事變結局。此一表態，遠非當時省府秘書長易書竹上訪，公事公辦所可比擬。
1949年，劉廷芳赴美国，后加入美国籍。劉廷芳在美国创办了廷兴公司，任该公司董事长。1980年后，劉廷芳曾经六次回到长沙，并于1994年重游湖南国货陈列馆旧址（今长沙市中山路中山百货大楼）。